# Exoprosopa
Exoprosopa is een vliegengeslacht uit de familie van de wolzwevers (Bombyliidae). De wetenschappelijke naam van het geslacht werd voor het eerst geldig gepubliceerd in 1840 door Macquart.
De enige niet zeldzame soort in Nederland is Exoprosopa capucina
(Roodbruine heiderouwzwever).

## Soorten
- E. agassizii Loew, 1869
- E. albifrons Curran, 1930
- E. anomala Painter, 1934
- E. arenicola Johnson and Johnson, 1959
- E. bifurca Loew, 1869
- E. bowdeni Sanchez-Terron, 1990
- E. brevistyla Williston, 1901
- E. butleri Johnson and Johnson, 1959
- E. californiae (Walker, 1852)
- E. caliptera (Say, 1823)
- E. capucina

Roodbruine heiderouwzwever (Fabricius, 1781)
- E. celer Cole, 1916
- E. clarki Curran, 1930
- E. cleomene

Duistere rouwzwever Egger, 1859
- E. decora Loew, 1869
- E. dispar Loew, 1869
- E. divisa (Coquillett, 1887)
- E. dodrans Osten Sacken, 1877
- E. dodrina Curran, 1930
- E. dorcadion Osten Sacken, 1877
- E. doris Osten Sacken, 1877
- E. eremita Osten Sacken, 1877
- E. fasciata Macquart, 1840
- E. fascipennis (Say, 1824)
- E. fumosa Cresson, 1919
- E. grandis Wiedemann in Meigen, 1820
- E. hulli Painter, 1930
- E. hyalipennis Cole, 1923
- E. ingens Cresson, 1919
- E. iota Osten Sacken, 1886
- E. italica (Rossi, 1794)
- E. jacchus (Fabricius, 1805)
- E. jonesi Cresson, 1919
- E. junta Curran, 1930
- E. lutzi Curran, 1930
- E. megaera (Wiedemann in Meigen, 1820)
- E. meigenii (Wiedemann, 1828)
- E. melaena Loew, 1874
- E. minois Loew, 1869
- E. minos (Meigen, 1804)
- E. munda Loew, 1869

- E. onusta (Walker, 1852)
- E. painterorum Johnson and Johnson, 1960
- E. pallasii (Wiedemann, 1818)
- E. pandora (Fabricius, 1805)
- E. pardus Osten Sacken, 1886
- E. pleskei Paramonov, 1928
- E. pueblensis Jaennicke, 1867
- E. rhea Osten Sacken, 1886
- E. rivularis (Meigen, 1820)
- E. rostrifera Jaennicke, 1867
- E. rutilla (Pallas & Wiedemann, 1818)
- E. sharonae Johnson and Johnson, 1959
- E. sima Osten Sacken, 1877
- E. socia Osten Sacken, 1886
- E. sordida Loew, 1869
- E. texana Curran, 1930
- E. tiburonensis Cole, 1923
- E. titubans Osten Sacken, 1877
- E. utahensis Johnson and Johnson, 1959
- E. xanthina Painter, 1934